# アルバトロス D.IV
アルバトロス D.IV
Albatros D.IV
- 用途：戦闘機
- 製造者：アルバトロス・フルークツォイクヴェルケ
- 運用者：ドイツ帝国軍航空隊

アルバトロス D.IV（Albatros D.IV）は、第一次世界大戦中に試作されたドイツの戦闘機である。
D.IV試作の目的は160馬力のメルツェデスD.IIIエンジンの減速ギア付バージョンの試験であった。減速ギアの無いものと異なり、減速ギア付エンジンは完全に胴体内部に収納されていた。機体は基本的にD.IIの翼とD.Vの胴体の組合せで、方向舵のバランスと水平安定板にわずかな変更が加えられていた。試作は1916年11月に3機が発注されたが、飛行したのは1機のみである。本機には数種類のプロペラが装着されて試験されたが、振動問題が解決されず、結局キャンセルとなった。

## 性能要目
諸元
- 乗員: 1
- 全長: 7.33 m
- 全高: 2.59 m
- 翼幅: 9.04 m
- 翼面積: 22.50 m2
- 動力: メルツェデス D.III （減速ギア付） 6気筒液冷エンジン、120 kW / 138 kW （160 hp / 185 hp）   × 1

性能
- 最大速度: 165 km/h （89 kt）
- 航続距離:   2.2時間